# Ganga eurasiàtica
La ganga, xurra, perdiu de garriga o perdiu d'Anglaterra (Pterocles alchata) és una espècie d'ocell de l'ordre dels pteroclidiformes.

## Morfologia
- Fa 31 cm de llargària total i 54-65 cm d'envergadura alar.
- Pesa 200-280 g.
- Té les plomes centrals de la cua molt llargues.
- El ventre de color blanc.
- Les ales són blanques amb la punta negra.
- El mascle té el dors d'un to groc verdós i el pit rogenc ribetejat amb dues fines franges negres.
- La femella és de color més groguenc i amb dues o tres bandes negres al pit.

## Subespècies
- Pterocles alchata alchata (península Ibèrica i el municipi occità de La Crau -aquest darrer amb només 150-170 parelles-).[3]
- Pterocles alchata caudacutus (nord-oest d'Àfrica i des del sud-est de Turquia fins al Kazakhstan).

## Reproducció

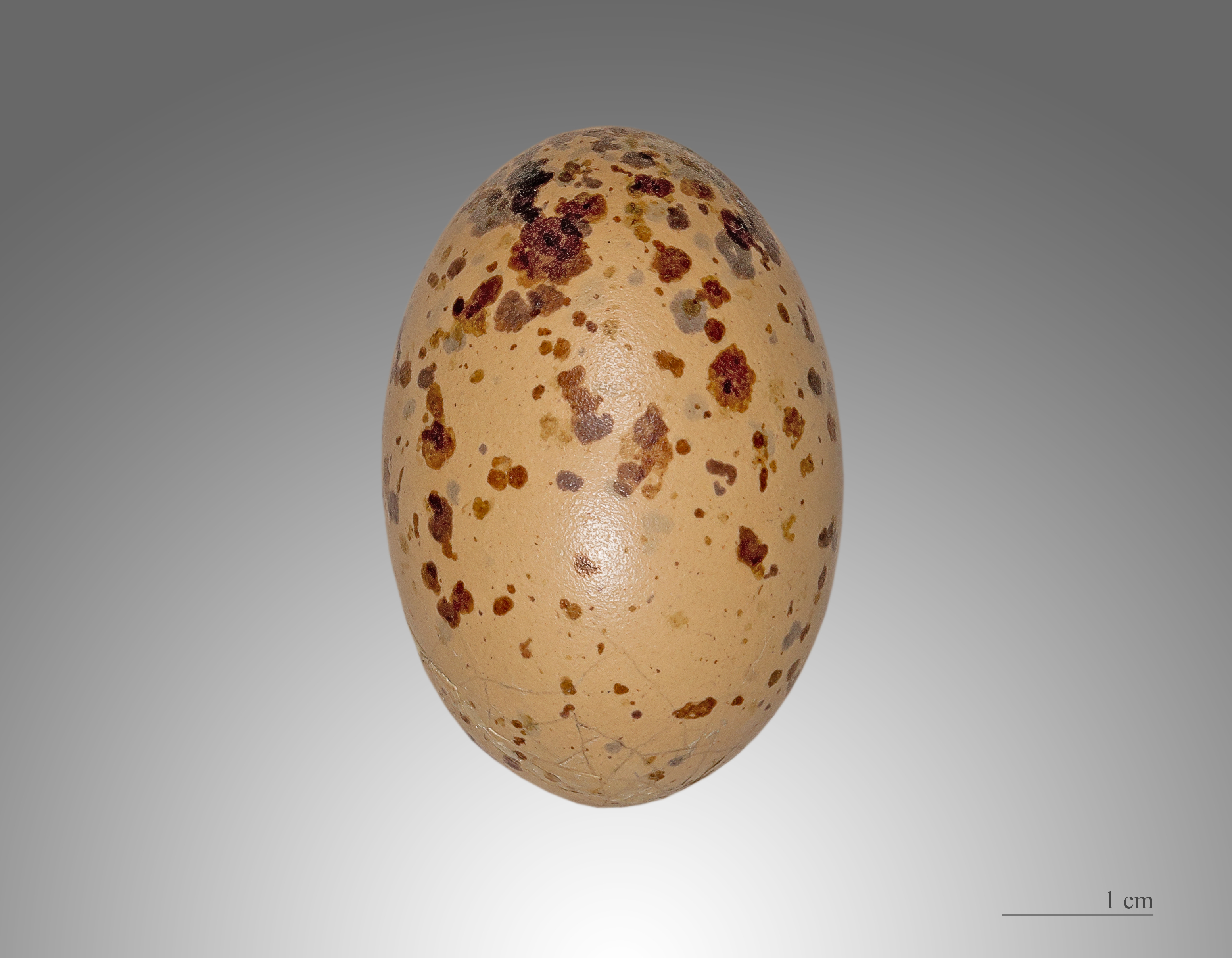
Ou

Estableix el nial en una depressió del sòl, en zones pedregoses i semidesèrtiques que tinguin conreus de cereals sense gaire vegetació a la vora. A l'abril-juny pon 2-3 ous que els pares coven al llarg de 4 setmanes.

## Alimentació
Menja grans, herbes i plantes silvestres.

## Distribució geogràfica
Viu al nord d'Àfrica, a l'Orient Pròxim i a la meitat meridional de la península Ibèrica.
Als Països Catalans només se'n troben a la depressió de l'Ebre i a la Franja de Ponent més propera, mentre que al País Valencià i a la Catalunya Nord va desaparèixer al llarg del segle xx.
Pertany a la categoria d'ocells estèpics.

## Costums
- És sedentària i migradora. A l'hivern és marcadament gregària, i no ho és tant quan nidifica.
- Cada dia s'ha desplaçar als abeuradors per compensar la seua dieta tan escassa en aigua. Ja que els pollets no poden anar-hi, són els pares qui s'amaren les plomes del pit i de la panxa perquè, un cop retornen al niu, els petits xuclin l'aigua.[5]

## Conservació
Aquesta au, juntament amb la xurra (Pterocles orientalis), es troba en disminució a causa de la transformació progressiva de les àrees naturals de secà en àrees de regadiu (a primers dels anys vuitanta del segle xx, encara se'n trobaven en amplis sectors del Segrià, les Garrigues i la Noguera). Al Principat de Catalunya es calcula que n'hi queden entre 50 i 60 parelles mentre que la població europea oscil·la entre 10.000 i 21.0000 parelles (5-24% de la població mundial).